# Sierra Y Cañones De Guara
Sierra Y Cañones De Guara este o arie protejată (arie de protecție specială avifaunistică — SPA) din Spania întinsă pe o suprafață de 81.411,7 ha, integral pe uscat.

## Localizare
Centrul sitului Sierra Y Cañones De Guara este situat la coordonatele 42°16′34″N 0°08′02″W / 42.276°N 0.134001°V.

## Înființare
Situl Sierra Y Cañones De Guara a fost declarat arie de protecție specială avifaunistică în februarie 1988 pentru a proteja 37 de specii de animale.

## Biodiversitate
Situată în ecoregiunile alpină și mediteraneană, aria protejată nu include niciun habitat protejat.
La baza desemnării sitului se află mai multe specii protejate de  păsări (37): vulturul negru (Aegypius monachus), fâsă-de-câmp (Anthus campestris), acvilă de munte (Aquila chrysaetos), Aquila fasciata, buha (Bubo bubo), caprimulg (Caprimulgus europaeus), mierla de apă (Cinclus cinclus), șerpar (Circaetus gallicus), erete de stuf (Circus aeruginosus), erete vânăt (Circus cyaneus), ciocănitoare neagră (Dryocopus martius), presură de grădină (Emberiza hortulana), măcăleandru (Erithacus rubecula), șoim de iarnă (Falco columbarius), șoim călător (Falco peregrinus), șoimul rândunelelor (Falco subbuteo), Galerida theklae, zăgan (Gypaetus barbatus), vulturul pleșuv sur (Gyps fulvus), sfrâncioc roșiatic (Lanius collurio), ciocârlie de pădure (Lullula arborea), gaia roșie (Milvus milvus), vultur egiptean (Neophron percnopterus), pietrar mediteranean (Oenanthe hispanica), Oenanthe leucura, Perdix perdix hispaniensis, viespar (Pernis apivorus), Pyrrhocorax pyrrhocorax, aușel sprâncenat (Regulus ignicapilla), aușel cu cap galben (Regulus regulus), turturică (Streptopelia turtur), silvie roșcată (Sylvia cantillans), silvie mediteraneană (Sylvia melanocephala), silvie de tufiș (Sylvia undata), Tachymarptis melba, Tetrao urogallus aquitanicus, pănțărușul (Troglodytes troglodytes).
Pe lângă speciile protejate, pe teritoriul sitului au mai fost identificate 26 de specii de plante, 10 specii de păsări, 7 specii de amfibieni, 6 specii de mamifere, 2 specii de nevertebrate, 3 specii de pești, 3 specii de reptile.